# Dichochrysa varians
Dichochrysa varians là một loài côn trùng trong họ Chrysopidae thuộc bộ Neuroptera. Loài này được Kimmins miêu tả năm 1959.